# Sun Wen
Sun Wen (Xangai, 6 de abril de 1973) é uma renomada ex-futebolista chinesa, que atuava como atacante. No ano 2000, ela foi eleita Jogadora do Século da FIFA, prêmio que dividiu com a estadunidense Michelle Akers. 

## Carreira
Na carreira pelos clubes, Sun defendeu o Shanghai Shenhua e o Atlanta Beat, no extinto campeonato da Federação Unificada de Futebol Feminino dos Estados Unidos. Também estudou Relações Internacionais e Jornalismo na Universidade de Fudan, em Xangai.

## Seleção Chinesa
Sun estreou na seleção de seu país com 17 anos. Foi artilheira da Copa do Mundo de Futebol Feminino de 1999 (junto à brasileira Sissi), quando também foi eleita a melhor jogadora do torneio. Conquistou a medalha de prata nos Jogos Olímpicos de 1996, ela marcou um gol na decisão olímpica com a sua seleção e foi também a primeira mulher a ser indicada ao prêmio de melhor atleta do ano da Confederação Asiática de Futebol.

### Aposentadoria
No dia 15 de dezembro de 2005, depois de uma ausência de dois anos, ela voltou a defender a seleção chinesa. No entanto, devido a uma lesão, se aposentou definitivamente após a China conquistar a Copa da Ásia de Futebol Feminino de 2006.